# 快適!ズバリ
『快適!ズバリ』（かいてき!ズバリ）は、2004年3月29日から2005年7月1日までテレビ朝日（関東ローカル）で平日午前10時台前半に放送されていた情報番組。

## 概要
健康、メーク、旅行、生活情報などシニア世代に優しい、シニア世代のための番組としてスタートした。
司会は、テレビ朝日アナウンサー（いずれも当時）の石井希和と小久保知之進（前期は国吉伸洋）と、たけし軍団メンバーであるラッシャー板前の3人。主に番組を仕切るのは石井で、小久保は補佐役、ラッシャーはコメンテーター的な存在であった。番組終盤の「骨骨☆健康体操」は好評で、2005年6月7日にCD『骨骨☆健康体操音頭』も発売された。また、番組の始まりと終わりに、テレビ朝日リビング（現在：ロッピングライフ）提供のテレビショッピングがあった。
祝日は前座番組『スーパーモーニング』（8:00 - 9:55）が10時30分まで拡大のため放送休止となっていた。

## 出演者

### 司会
- 石井希和（テレビ朝日アナウンサー、当時）
- 国吉伸洋（同上。現在：報道局記者）：前期
- 小久保知之進（同上。現在：広報局宣伝部）：後期
- ラッシャー板前（たけし軍団）

### レギュラー
- 長谷愼一（長谷接骨院 - ウェイバックマシン（2000年10月1日アーカイブ分）院長、骨骨先生）：骨骨☆健康体操

## 曜日別放送内容
- 月曜日：健康情報
- 火曜日：健康情報
- 水曜日：通販
- 木曜日：通販
- 金曜日：色々

## 放送の流れ
（タイムフォーマットは放送当時の基準）
9:55 - 9:58 テレビ朝日リビングこれ、いかが?
9:58 - 10:13ごろ「快適!ズバリ」本編（前半）
10:13ごろ CM
10:15ごろ「快適!ズバリ」本編（後半）
10:22ごろ CM
10:23.50「骨骨☆筋肉体操」/エンディング
10:25 - 10:29 テレビ朝日リビング 朝のショッピング

## 番組終了後
この番組の終了後「骨骨☆健康体操」は2005年7月4日開始の後継番組の『いま得!』でも引き続き使用され、その後、2009年2月2日より『ちい散歩』内の「骨骨☆10秒体操」として復活し、2012年5月4日の最終回まで続いた。更に後継番組の『若大将のゆうゆう散歩』でも引き続き使用され、2013年12月27日まで続いた。
司会を務めたラッシャー板前は、番組終了から3年後の2008年4月から『ちい散歩』で、地井武男に代わり「いいものさがし ちい散歩くらぶ」（通販コーナー）MCを務め、『ゆうゆう散歩』でも「ゆうゆう散歩 いいものさがし」で引き続きMCとして2014年6月26日まで出演した。また『ちい散歩』放送中の2010年4月から『ゆうゆう散歩』となってからも2012年9月まで月1回「ラッシャー板前の市場さんぽ」というコーナーを担当した。
同様に、司会を務めていたテレビ朝日アナウンサー3人も、国吉はその後アナウンス部を離れ報道局記者となり、小久保も広報局宣伝部勤務となった。また石井も2012年6月一杯で退社して7月よりフリーアナウンサーとなり、これで司会を務めたアナウンサー全員がアナウンス部を離れたことになる。